# 马福元
马福元，中华民国大陆时期新疆国民革命军第三十六师穆斯林将领，為馬仲英之部屬。
1934年叶尔羌战役和英吉沙战役中，馬福元與馬占倉成功剿滅柯尔克孜和维吾尔叛军並消滅东突厥斯坦第一共和国领导人铁木尔伯克、阿不都拉·布格拉和努尔·阿合买提江·布格拉。。
馬福元後升任第三十六師副師長。